# Francisco Sigoney y Luján
Francisco de Oviedo Sigoney y Luján (* Madrid, 1588-† Lima, 1644), fue un militar y funcionario colonial español que ejerció altos cargos políticos en el Virreinato del Perú.

## Biografía
Fueron sus padres el bruselense Juan de Oviedo Sigoney, ayuda de cámara y grefier del rey Felipe II y la dama madrileña María de Luján. Desde joven tuvo el cargo de gentilhombre de cámara del rey Felipe III, luego pasó al Perú donde ejerció el cargo de corregidor de la villa de Oruro (1616). Posteriormente sirvió como maestre de campo en la defensa del Callao, siendo nombrado luego corregidor de los Angaraes y gobernador de la villa de Huancavelica (1626), visitador de las minas de Caylloma (1630) y finalmente corregidor de Canta y gobernador de las minas de Bombón . Llegó a ser teniente general del Virrey en la Costa de Barlovento.

## Descendencia
Contrajo matrimonio en Lima, el 28 de abril de 1624, con la dama criolla María de Recalde y Alcáyaga, hija del oidor Juan Fernández de Recalde, con la cual tuvo a:
1. María de Luján y Recalde, casada con Gabriel de Castilla y Lugo, con sucesión.
2. Catalina de Oviedo y Luján, casada con el gobernador Alonso de Ortega y Robles, con sucesión.
3. Constanza de Oviedo y Luján, casada con el general Juan de Urdanegui y López de Inoso, con sucesión.
4. Francisco de Luján Sigoney y Recalde, casado con Josefa Margarita Vásquez de Acuña y Bejarano, con sucesión.